# Sun City
För andra betydelser, se Sun City (olika betydelser).
Sun City är en turistort och spelstad i Nordvästprovinsen i Sydafrika, och är belägen cirka 200 kilometer norr om Johannesburg. Folkmängden uppgår till cirka 2 600 invånare, inklusive Sun Village.
Anläggningen invigdes år 1979. Den låg då i ett Bantustan och kunde då gå runt det dåvarande förbudet mot kasinon. Anläggningen sökte redan från början attrahera en internationell publik, men det försvårades kraftigt efter att omvärlden inlett ekonomiska sanktioner mot Sydafrika med anledning av landets apartheidregim. Sedan majoritetsstyre införts i Sydafrika har Sun Citys internationella marknadsföring blivit mer framgångsrik. Anläggningen har alltid varit populär bland den inhemska medelklassen.
Sun City är generellt sett påkostad byggt. Det finns hotell från bättre medelklass till femstjärnig lyx. En badanläggning finns, Valley of the Waves, och den har sandstrand, vågmaskin, vattenrutschkanor med mera. Ett internationellt kasino finns i området.
I närheten av Sun City finns bergsformationen Pilanesberg, som är naturreservat och som har rikt djurliv av Afrikas stora djur, och dit safariturer med buss är populära.

## Bilder

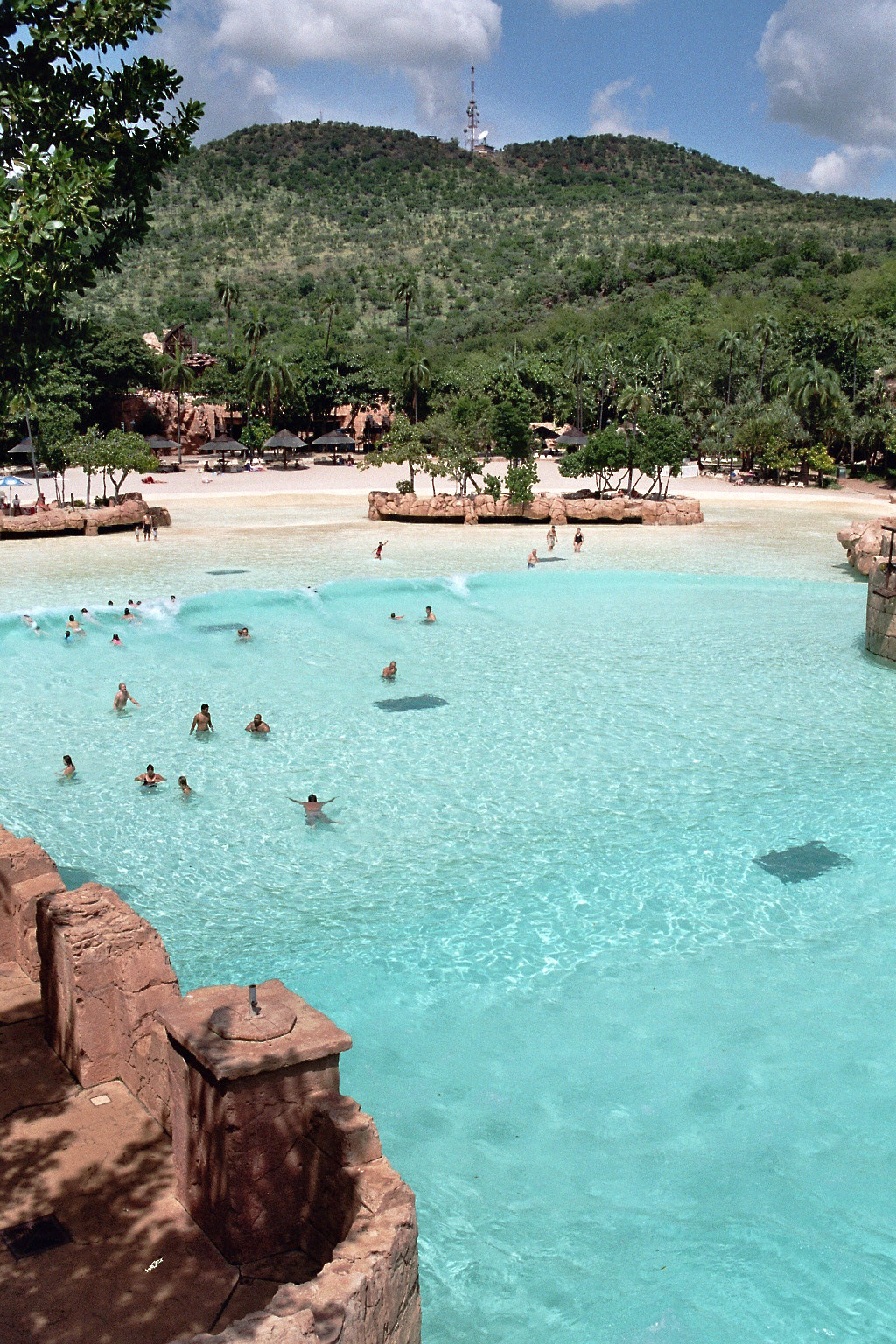
Badanläggningen.
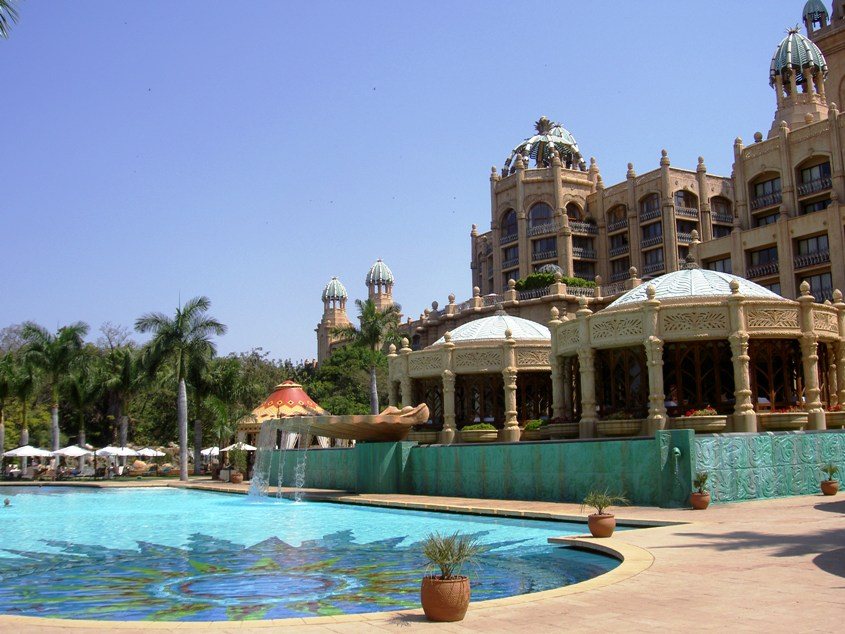
Lyxhotellet.